# Alfonso Arroyo
Alfonso Arroyo García (Elorrio, Vizcaya, 1971), más conocido como Fontxo Arroyo, es un político español, concejal del Ayuntamiento de Abadiano, coordinador y portavoz de Podemos Vizcaya y miembro del consejo ciudadano de Podemos Euskadi.

## Biografía
Nació en Elorrio (Vizcaya). Se mudó a Abadiano cuando era joven. Trabajó como fontanero durante más de veinte años y después creó una empresa de automoción.
Parte del partido Podemos desde sus inicios alrededor del año 2014, contribuyó a su creación en el Duranguesado. Actualmente es miembro del Consejo Territorial de Vizcaya de Podemos Euskadi y miembro del Consejo Ciudadano Autonómico (CCA) del País Vasco (la comisión ejecutiva del partido Podemos Euskadi). También es coordinador y portavoz de círculos de Vizcaya.

### Candidato a alcalde de Abadiano
En las elecciones municipales de España de 2023, Arroyo fue el candidato a alcalde de Abadiano y cabeza de lista por la coalición Elkarrekin Abadiño (Podemos, EA-IU, Equo y Alianza Verde).

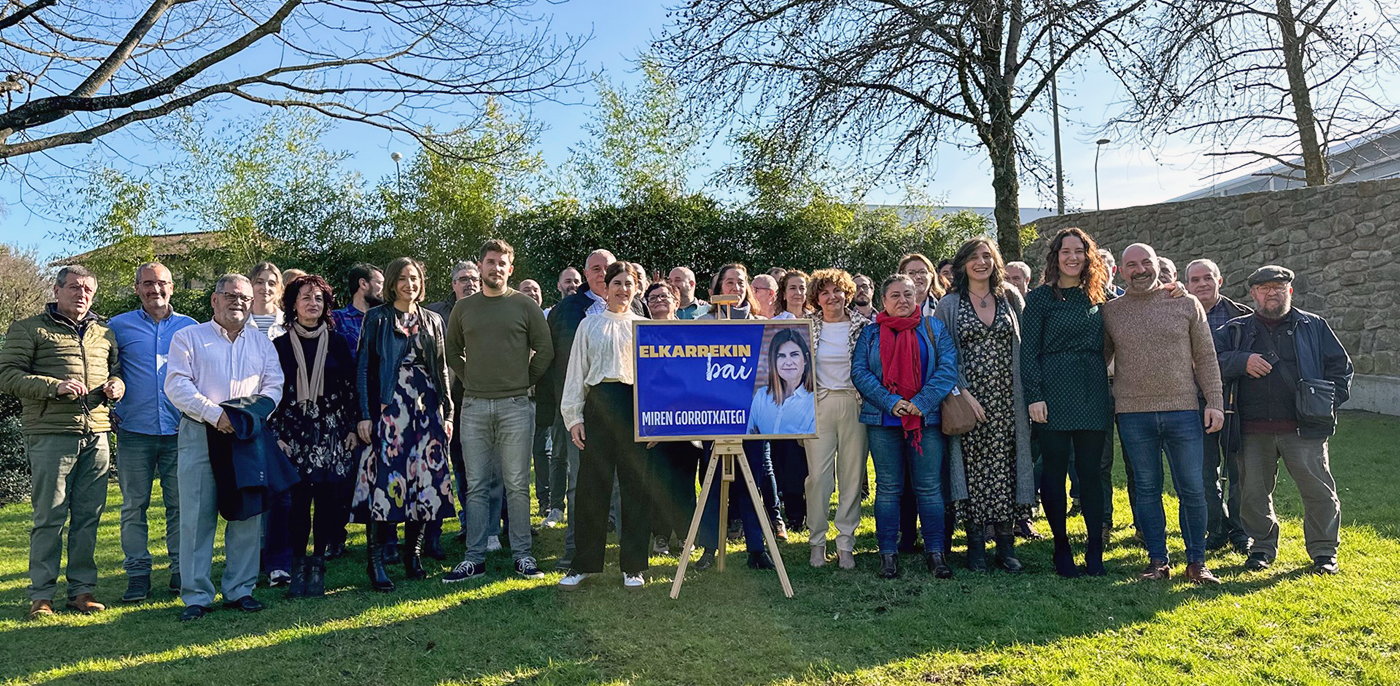
Presentación pública de la candidatura de Miren Gorrotxategi a las elecciones primarias de Podemos Euskadi (candidatura "Elkarrekin Bai"), para las elecciones al Parlamento Vasco de 2024 (Durango, 2024). Entre otros, los candidatos a parlamentarios de la candidatura, Oihane Mestraitua, Sabina Méndez, Garbiñe Ruiz, Alfonso Arroyo, David Soto, Miren Gorrotxategi, Ander Jiménez, Richar Vaquero, Montserrat Roca, Pilar Garrido, Soraya Pereira, Miren Echeveste, Arkaitz Gorritxo.

En las elecciones a las Juntas Generales del País Vasco de 2023, Arroyo fue candidato a juntero de las Juntas Generales de Vizcaya por la circunscripción de Durango-Arratia, por la coalición electoral Elkarrekin Bizkaia (Podemos, EA-IU, Equo y Alianza Verde), con Israel Escalante (EA-IU) como cabeza de lista por Durango-Arratia y con Eneritz de Madariaga como candidata a Diputada General de Bizkaia.
En el año 2024, en las elecciones el Parlamento Vasco de 2024, Arroyo se presentó como candidato a diputado del Parlamento Vasco por la circunscripción de Vizcaya por la coalición Elkarrekin Podemos (Podemos Euskadi y Alianza Verde), con Miren Gorrotxategi como cabeza de lista y candidata a lendakari.

## Vida personal
Vive en Abadiano.